# ФК Жетису
ФК „Жетису“ е казахстански футболен клуб от град Талдъкорган, Алматинска област, Казахстан.
Основан през 1981 г., тимът се състезава на най-високото ниво на казахстанския футбол – Казахстанската висша лига. От основаването на казахстанския шампионат по футбол тимът е пропуснал 5 сезон поради изпадания. През сезон 2012/13 клубът прави своя дебоют в Лига Европа.

## Успехи
Казахстан
- Висша лига:
  -  Второ място (1): 2011

- Купа на Казахстан:
  - 1/2 финалист (2): 2009, 2010

- Първа лига на Казахстан 
  -  Шампион (1): 2006

## Български футболисти
- Георги Даскалов: 2009 - (11 мача - 2 гола)
- Танко Дяков: 2012 - (7 мача - 0 гола)
- Ивайло Димитров: 2019 (наем) - (6 мача - 0 гола)
- Мартин Тошев: 2019/20 - (28 мача - 13 гола)
- Георги Пашов: 2020 - (0 мача - 0 гола)